# Maleszowa
Maleszowa is een plaats in het Poolse district  Kielecki, woiwodschap Święty Krzyż. De plaats maakt deel uit van de gemeente Pierzchnica en telt 350 inwoners.